# Escut de la Polinèsia Francesa
L'escut de la Polinèsia Francesa consisteix en un cercle amb una piragua polinèsia de color vermell, vista per davant i amb vela vermella, i amb cinc motius sobre la plataforma transversal que representen els cinc arxipèlags del territori. Sobre la piragua hi ha deu raigs de color d'or simbolitzant el sol. A sota, cinc onades de color blau marí simbolitzen l'abundància del mar.
La piragua tradicional és l'emblema per excel·lència de la civilització polinèsia. A més, la piragua doble era un símbol de poder, un atribut dels grans caps i reis amb un rol preponderant en les migracions i conquestes entre les illes.
L'escut va ser adoptat el 23 de novembre de 1984 per l'Assemblea territorial i és present en el segell i al centre de la bandera de la Polinèsia Francesa.